# Google学术搜索
Google学术搜索（英語：Google Scholar）是一个可以免费搜索学术文章的网络搜索引擎，由计算机专家阿努拉·阿查雅开发。2004年11月，Google第一次发布了Google学术搜索的试用版。该项索引包括了世界上绝大部分出版的学术期刊、书籍、会议纪要、专利报告、技术及实验报告等更多学术成果。

## 关于
Google学术搜索是一个可以免费搜索学术文章的网络搜索引擎，索引了出版文章中文字的格式和科目，能够帮助用户查找包括期刊论文、学位论文、书籍、预印本、文摘和技术报告在内的学术文献，内容涵盖自然科学、人文科学、社会科学等多种学科。BETA版本于2004年11月发行，收录欧洲和美洲地区最大学术书版商们共同评定（peer-reviewed）的文章，这在一般搜索引擎大部分是被忽略的。这个功能和 Elsevier, CiteSeerX 和 getCITED所提供的免费概况查阅是类似的。它也与Elsevier的 Scopus以及Thomson ISI的 Web of Science网络科学中的订阅工具类似。谷歌学术的广告标语是“站在巨人的肩膀上”这也是对所有学术工作者的肯定，他们在过去的几个世纪中贡献了各自领域的知识，并为新的智慧成就奠定了基础。目前，Google公司与许多科学和学术出版商进行了合作，包括学术、科技和技术出版商，例如ACM、Nature、IEEE、OCLC等。这种合作使用户能够检索特定的学术文献，通过Google学术搜索从学术出版者、专业团体、预印本库、大学范围内以及从网络上获得学术文献，包括来自所有研究领域的同级评审论文、学位论文、图书、预印本、摘要和技术报告。

## 历史

### 始创团队
谷歌学术搜索是由阿努拉·阿查雅和艾力克斯·維斯塔克（Alex Verstak）展开讨论的，他们两个同事也参与是谷歌WEB核心索引的建设者。

### 近年发展
2007年，阿查雅对外正式宣布称谷歌学术搜索引擎已经开始与主要学术论文的作者/出版商签订了合约并进入了电子化程序，这个是和谷歌书籍完全不同的创举，前者是通过扫描老的论文入数据库，它并不包含具体标题段落到具体例证的索引数据。而谷歌学术搜索引擎的内容索引更为科学，易于搜索查阅。

## 竞争者
2006年，作为谷歌学术搜索的潜在竞争者，微软的Windows Live Academic（视窗学术在线）正式发布，作为迎击，应用bibliography managers目录管理工具（类似于RefWorks, RefMan, EndNote, 和 BibTeX）的索引目录导入功能开始实施。类似的功能也被其他搜索已经作为其一部分，比如 CiteSeer和 Scirus。